# Eduardo Niño
Pour les articles homonymes, voir Niño.
Eduardo Niño, né le 8 août 1967 à Bogota (Colombie), est un footballeur colombien, qui évoluait au poste de gardien de but à l'Independiente Santa Fe, à l'America Cali, à Botafogo, à l'Unión Magdalena et à Millonarios ainsi qu'en équipe de Colombie.
Niño ne marque aucun but lors de ses trois sélections avec l'équipe de Colombie entre 1988 et 1991. Il participe à la coupe du monde de football en 1990 et à la Copa América en 1989 et 1991 avec la Colombie.

## Palmarès

### En équipe nationale
- 3 sélections et 0 but avec l'équipe de Colombie entre 1989 et 1991.
- Huitième-de-finaliste de la coupe du monde 1990.
- Quatrième de la Copa América 1991.
- Participe au premier tour de la Copa América 1989.

### Avec l'Independiente Santa Fe
- Vainqueur du Coupe de Colombie de football en 1989.

### Avec l'America Cali
- Vainqueur du Championnat de Colombie de football en 1990,  1992 et 1997.

### Avec Millonarios
- Vainqueur de la Copa Merconorte en 2001.